# Turmanskoje
Turmanskoje (ros. Турманское) – wieś w Rosji, w rejonie czerepowieckim obwodu wołogodzkiego. W 2010 r. liczyła 2 mieszkańców.